# (6214) Mikhailgrinev
(6214) Mikhailgrinev (1971 SN2) – planetoida z pasa głównego planetoid okrążająca Słońce w ciągu 5,63 lat w średniej odległości 3,16 au. Odkryta 26 września 1971 roku.